# Луїс Кукела
Луїс Кукела (англ. Louis Cukela; нар. 1 травня 1888, Спліт — пом. 19 березня 1956, Бетесда) — американський військовослужбовець хорватського походження, який служив у лавах армії та Корпусу морської піхоти США у першій половині XX століття. Один з 19 американських військовослужбовців, які двічі стали кавалерами Медалі Пошани, найвищої відзнаки США за проявлений героїзм на полі бою за роки Першої світової війни. Кукела був нагороджений вищою відзнакою як армією США, так і ВМС США за один і той самий подвиг в ході битви за Суассон у Першій світовій війні. Він також був нагороджений нагородами Франції, Італії та Королівства Югославії.
Відомий своєю ламаною англійською мовою, найкращим прикладом якої є його незабутній вислів: «Якби я хотів послати проклятого дурня, я б поїхав сам» (коли посланець повернувся з дурною перекрученою відповіддю).

## Біографія
Луїс Кукела народився 1 травня 1888 року в далматинському місті Спліт (або Дубровник), нинішня Хорватія (на той час Королівство Далмація, Австро-Угорська імперія), у родині Джорджа та Йохани (Бубріч) Кукела. Його мати померла 1900 року. Він здобув освіту в початкових школах Спліта, потім відвідував Купецьку академію, а згодом Королівську гімназію. У 1913 році Кукела емігрував до Сполучених Штатів і разом з братом оселився в Міннеаполісі, штат Міннесота; його батько і три сестри залишилися в Австро-Угорщині.
21 вересня 1914 року він вступив до лав армії США. Служив капралом у роті «Н» 13-го піхотного полку, коли 12 червня 1916 року був з почестями звільнений у запас.
31 січня 1917 року, коли в Європі вирувала Перша світова війна і ще до вступу Сполучених Штатів у війну, Кукела записався до Корпусу морської піхоти США, де став військовослужбовцем 66-ї роти 1-го батальйону 5-го полку морської піхоти.
У 1918 році полк доправили до Франції, де узяв участь у всіх боях, від Белло Вуд до переправи через річку Мез. На цьому шляху Кукела отримав звання другого лейтенанта, а також Медаль Пошани і чотири Срібні зірки. З французьких нагород — орден Почесного легіону, медаль за бойові заслуги та Воєнний хрест 1914-18 рр. з двома пальмами та однією срібною зіркою. Італія нагородила його орденом «За бойові заслуги», а Югославія — Командорським хрестом Королівського ордена Корони Югославії.
Луїс Кукела був нагороджений Медаллю Пошани двічі: як від армії, так і від флоту (у формі хреста Тіффані) за подвиг, який вчинив вранці 18 липня 1918 року поблизу французького селища Вільє-Коттере, під час Суассонської битви. 66-та рота 5-го полку морської піхоти, в якому Кукела тоді був сержант-комендором, просувалася через ліс де Рец, коли наразилася на ворожий опорний пункт. Незважаючи на попередження своїх підлеглих, сержант виповз з флангу і самотужки просунувся до німецьких позицій. Пробравшись з боку до опорного пункту, попри сильний вогонь противника, Кукела захопив одну гармату, знищивши багнетом її обслугу. Підібравши ручні гранати, він зруйнував решту опорного пункту, сховавшись в укритті сусіднього окопу. Морський піхотинець захопив чотирьох полонених кайзерівської армії та два неушкоджених кулемети.